# Alysson Paradis
Alysson Paradis (Parigi, 29 maggio 1984) è un'attrice francese. Ha recitato come protagonista di opere come il film Inside - À l'intérieur e la serie TV Q.I.

## Biografia
Alysson Paradis è la sorella minore della cantante e attrice Vanessa Paradis, la quale ha raggiunto una notevole notorietà quando Alysson era ancora bambina. Paradis fa il suo esordio nel cinema nel 2004, dopo aver firmato un contratto con la manager Marceline Lenoir, già manager di sua sorella. Nel 2007 ottiene il suo primo ruolo da protagonista nel film Inside - À l’intérieur, pellicola diventata uno dei film horror francesi di maggior impatto mediatico degli anni 2000. Dopo aver girato vari altri film negli anni successivi, a partire dal 2012 ottiene il ruolo di protagonista nella serie televisiva Q.I. In seguito a tale esperienza l'attrice intensifica la sua presenza in produzioni per il piccolo schermo, continuando tuttavia nel frattempo ad apparire in molti prodotti cinematografici.

## Vita privata
Oltre ad essere sorella della più nota Vanessa Paradis, Alysson Paradis ha anche sposato l'attore Guillaume Gouix. La coppia ha avuto un primo figlio nel 2015 per poi concepirne un secondo nel 2022.

## Filmografia

### Cinema
- Le dernier jour, regia di Rodolphe Marconi (2004)
- Quand les anges s'en mêlent..., regia di Crystel Amsalem (2005)
- Inside - À l'intérieur, regia di Alexandre Bustillo e Julien Maury (2007)
- Fracassés, regia di Franck Llopis (2008)
- L'enfance d'Icare, regia di Alex Iordachescu (2009)
- Adorabili amiche, regia di Benoît Pétré (2010)
- Camping 2, regia di Fabien Onteniente (2010)
- Les mouvements du bassin, regia di Hervé Pierre-Gustave (2012)
- Riot on Redchurch Street, regia di Trevor Miller (2012)
- Hasta mañana, regia di Sébastien Maggiani e Olivier Vidal (2013)
- Les yeux jaunes des crocodiles, regia di Cécile Telerman (2014)
- Drama, regia di Sophie Mathisen (2015)
- J'pleure pas, regia di Agathe Giraud e Noëlie Giraud (2017)
- Les drapeaux de papier, regia di Nathan Ambrosioni (2018)
- Andy, regia di Julien Weill (2019)
- A Good Man, regia di Marie-Castille Mention-Schaar (2020)
- Alors on danse, regia di Michèle Laroque (2021)

### Televisione
- Le Grand patron – Serie TV, 1 episodio (2007)
- Q.I. – Serie TV, 24 episodi (2012-2014)
- Tensions sur le Cap Corse – Film TV, regia di Stéphanie Murat (2017)
- War of the Worlds – Serie TV, 3 episodi (2019)
- Trauma – Serie TV, 6 episodi (2019)
- Pour la France – Film TV, regia di Fred Grivois (2017)
- La fugue – Film TV, regia di Xavier Durringer (2020)
- Astrid e Raphaelle – Serie TV, 1 episodio (2021)
- Gone for Good - Svaniti nel nulla – Miniserie TV, 3 episodi (2021)
- L'Invitation – Film TV, regia di Fred Grivois (2021)